# خیابان استقلال، استانبول

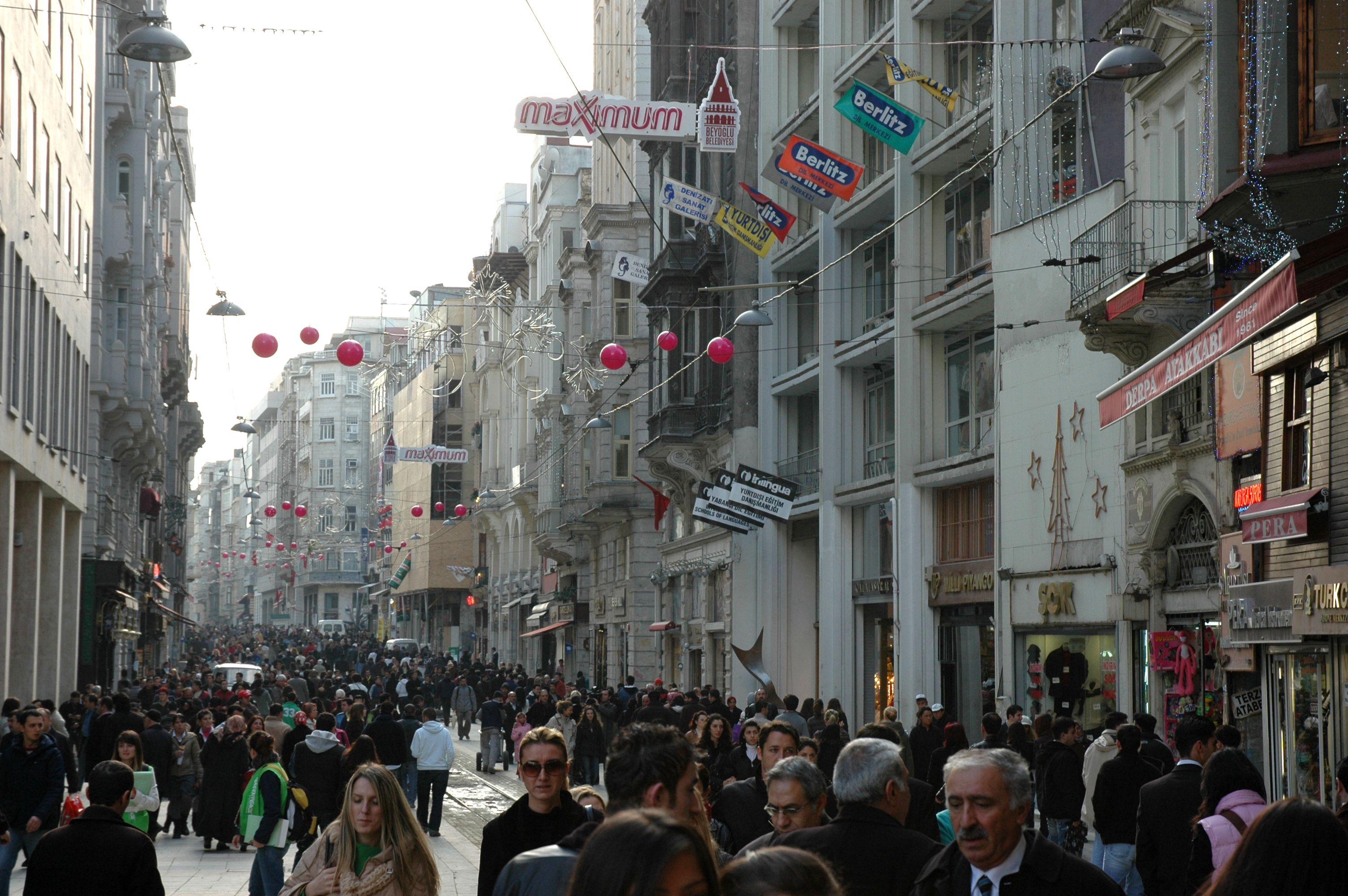

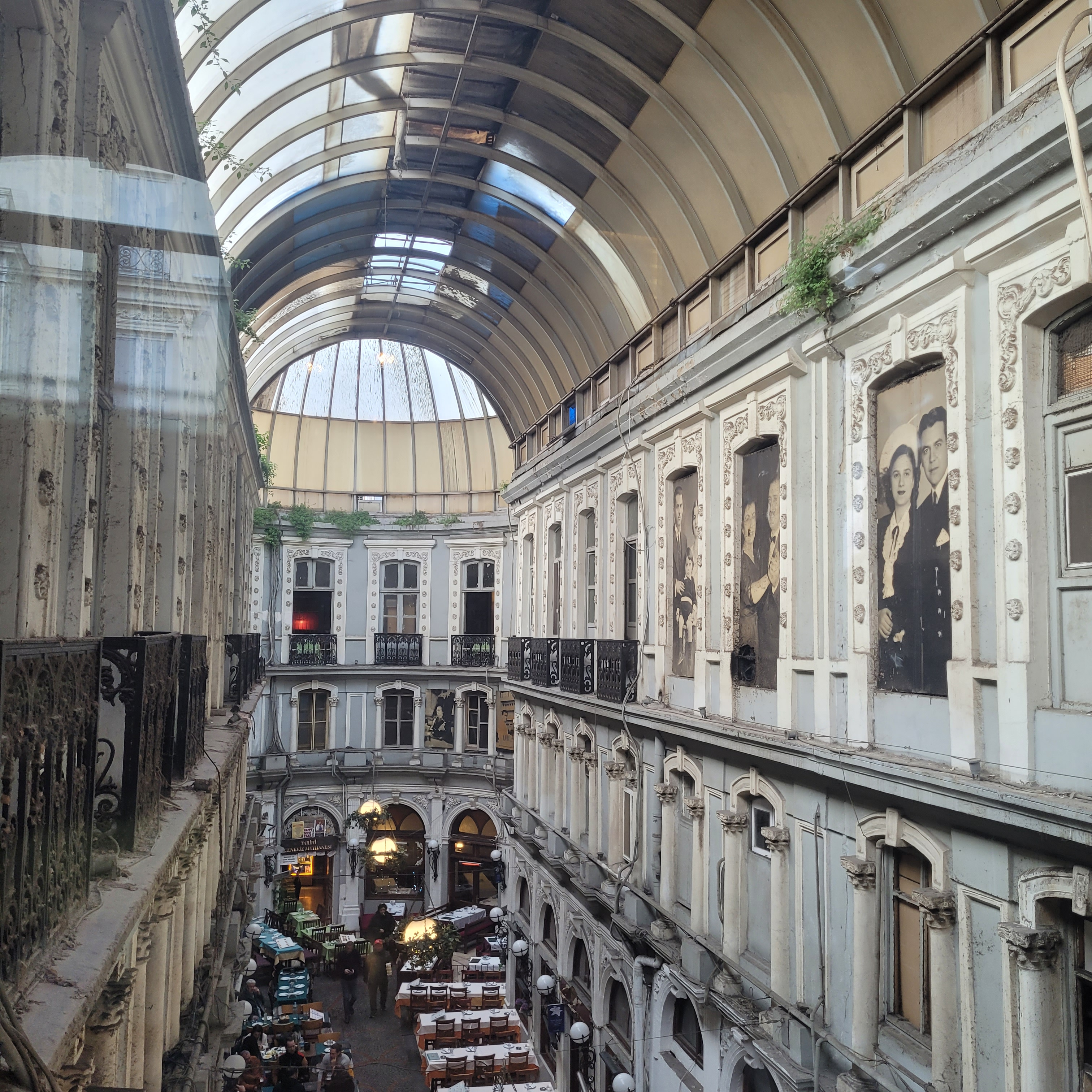
نمای داخلی پاساژ گل در خیابان استقلال

خیابان استقلال (به ترکی استانبولی: İstiklâl Caddesi) خیابانی معروف در قسمت اروپایی شهر استانبول در بخش بی‌اوغلو است. این خیابان به طول تقریبی ۳ کیلومتر مملو از کافه، رستوران، بوتیک و مرکز خرید است و تقریباً در تمام ساعات شبانه روز مملو از جمعیت است. در روزهای آخر هفته حدود سه میلیون نفر در روز از این خیابان بازدید می‌کنند.
پاساژ چیچک (به ترکی استانبولی: Çiçek Pasajı) یکی از مکان‌های تاریخی معروف در این خیابان است. این پاساژ که در سال ۱۸۷۶ ساخته شده‌است از یک طرف به جاده استقلال و از طرف دیگر به کوچه مشهور تئاتر راه دارد. سالانه توریست‌های بسیار زیادی برای بازدید این پاساژ تاریخی به خیابان استقلال می‌روند.
خیابان استقلال واقع در محلهٔ تاریخی بی اغلو (پرا)، شلوغ‌ترین خیابان استانبول است. خیابان از صبح تا شب شلوغ است و نه تنها بسیار تمیز و متحد الشکل می‌باشد، بلکه ساختمان‌های واقع در آن افسانه‌های تاریخی بسیاری از عصر عثمانی (اکثرا قرن ۱۹ و ۲۰) را بازگو می‌کنند. خیابان استقلال مکانی بود که مقامات، روشنفکران و افراد متمول اغلب در آن وقت گذرانی می‌کردند.

#### پیشینه خیابان استقلال استانبول
خیابان استقلال استانبول پس از جنگ استقلال ترکیه در سال ۱۹۲۳ نامیده شد اما در حوالی سال‌های ۱۹۷۰، غفلت مسئولان خیابان را به مکانی ناخوشایند تبدیل کرده بود. در سال‌های ۱۹۹۰، شورای محلی استانبول تصمیم گرفت در مورد این وضعیت اقدامی‌کند و با خرج میلیون‌ها دلار خیابان به مکان تأثیرگذار کنونی اش تبدیل شد.

#### بناهای تاریخی خیابان استقلال استانبول
- دومین ایستگاه متروی قدیمی جهان، که به آن تونل (Tünel) می‌گویند، در محلهٔ قدیمی کاراکوی (گالاتا) واقع در انتهای جنوبی خیابان استقلال قرار گرفته‌است که این ایستگاه از سال ۱۸۷۵ آغاز به کار کرده‌است. همچنین، یکی از بهترین مراکز آموزشی ترکیه، دبیرستان آلمانی استانبول (Özel Alman Lisesi) می‌باشد که در نزدیکی تونل واقع شده‌است.عکس مربوط به سال ۱۹۰۰ میلادی که در آن درب دبیرستان گالاتاسرای واقع در خیابان اسقلال را نشان میدهد.

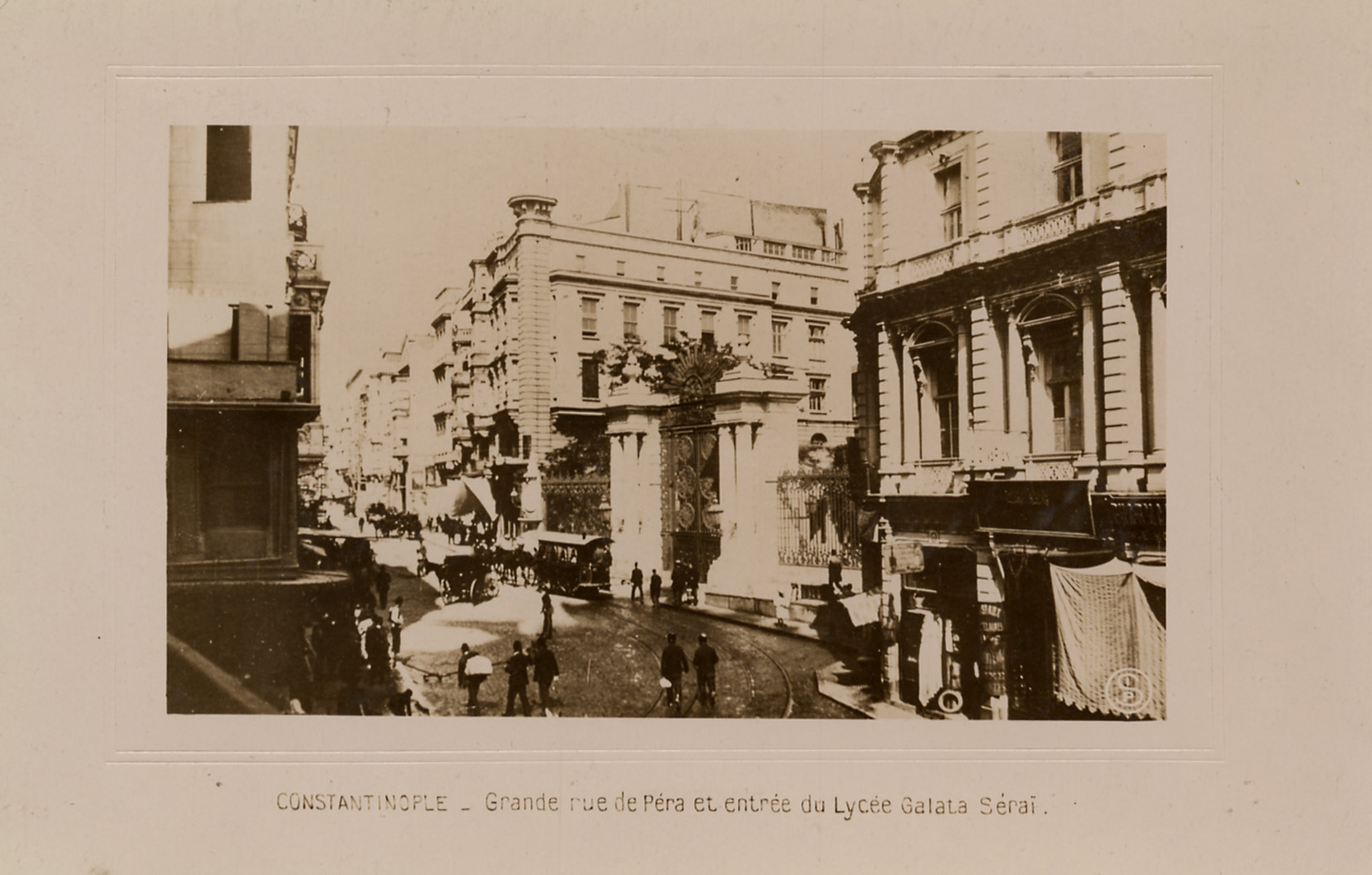
عکس مربوط به سال ۱۹۰۰ میلادی که در آن درب دبیرستان گالاتاسرای واقع در خیابان اسقلال را نشان میدهد.

- قدیمی‌ترین دبیرستان ترکیه (Galatasaray Lisesi یا Galata Sarayı Enderun-u Hümayunu به معنی مدرسهٔ سلطنتی کاخ گالاتا)، در میدان گالاتا سرای، واقع در وسط خیابان استقلال، قرار دارد.

#### معماری ساختمان‌های خیابان استقلال استانبول
ساختمان‌های واقع در خیابان استقلال به سبک‌های نئوکلاسیک (Neo-Classical)، نئو گوتیک (Neo-Gothic)، احیای رنسانس (Renaissance Revival)، هنرهای زیبا (Beaux-Arts)، هنر نو (Art Nouveau) و نخستین معماری ملی ترکی (First Turkish National Architecture styles) ساخته شده‌اند. همچنین برخی ساختمان‌های مربوط به سال‌های اولیهٔ جمهوری ترکیه در سبک آرت دکو (Art Deco) می‌باشند. به علاوه، نمونه‌های معماری مدرن از محلهٔ باستانی ژنوایی واقع در حوالی برج گالاتا تا میدان تقسیم قابل مشاهده است.

#### کلیساها، مسجدها و کنیسه‌های خیابان استقلال استانبول
درک تاریخ فرهنگی چندگانهٔ استانبول گاهی مشکل است اما بازدید از این اماکن راهی مناسب برای مشاهده و فهمیدن این موضوع است که مذاهب مختلف چگونه در گذر زمان به تاریخ استانبول شکل داده‌اند چندین کلیسا در این منطقه قرار دارند اما بزرگترین و بهترین آن‌ها کلیسای سنت آنتونی پادوا است. معماری نئو گوتیک ونیزی داخل بنا بسیار تأثیرگذار است. این کلیسا مکانی دایر برای عبادت مسیحیانی است که در این کشور عمدتاً مسلمان‌نشین زندگی می‌کنند.

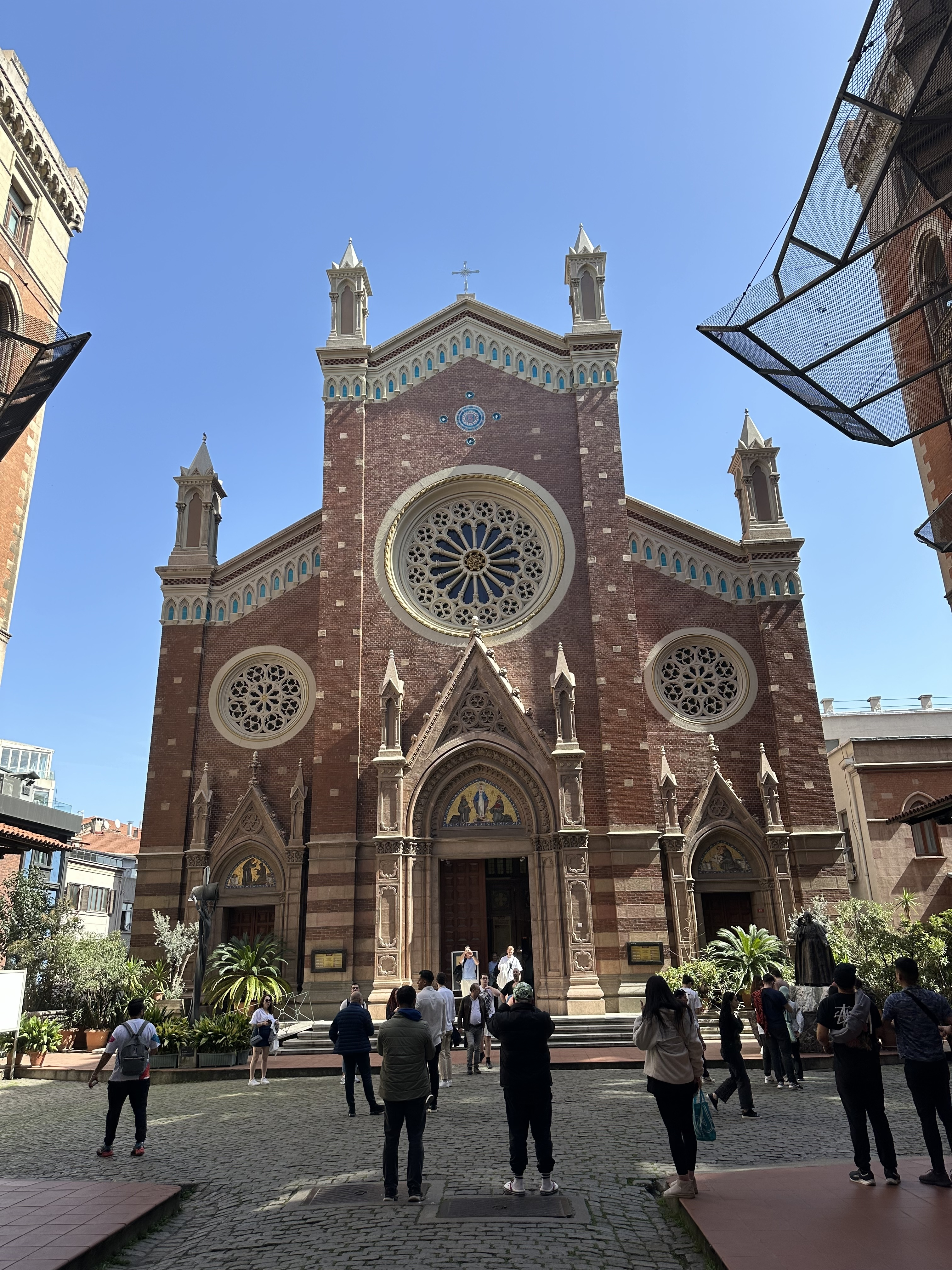
نمای بیرونی کلیسای سنت انتونی واقع در خیابان استقلال

از دیگر مکان‌های مذهبی این خیابان می‌توان از کلیسای ارمنی گریگوری، کلیسای کاتولیک رومی، کلیسای ارتدکس یونانی، خانهٔ مولوی گالاتا (Galata Mevlevihanesi، می‌توان در این مکان رقص درویشان را نظاره کرد)، کلیسای یادبود کریمه (وابسته به کلیسای انگلیس)، کنیسهٔ یهودی، یکی از قدیمی‌ترین مساجد استانبول، یک مسجد زیرزمینی و کلیسای واقع بر پشت بام ارتدکس روسی نام برد.
پیشنهاد می‌شود هر فردی که از شهر استانبول و با تور استانبول بازدید می‌کند، حداقل ۱ روز از وقت خود را صرف گشت و گذار در خیابان ۱/۴ کیلومتری و زیبای آن کنند. در خیابان استقلال انواع بوتیک، فروشگاه موسیقی، کتابفروشی، گالری هنری، سینما، تئاتر، کتابخانه، کافه، بار، کلاب با اجرای موسیقی زنده، شیرینی فروشی تاریخی، شکلات فروشی و رستوران وجود دارند.
خرید در خیابان استقلال استانبول
در خیابان استقلال می‌توانید همه خریدهای خود را انجام دهید: لباس، موسیقی، تکنولوژی، دکور منزل، لوازم ورزشی و عطر. بسیاری از مغازه‌ها متعلق به برندهای فروشگاه‌های زنجیره‌ای هستند؛ بنابراین شما نمی‌توانید بر سر قیمت‌ها چانه بزنید. با این وجود، با گشت و گذار در خیابان‌های اطراف و پیدا کردن مغازه‌های محلی می‌توانید با فروشنده‌های محلی به روش سنتی ترکیه‌ای بر سر قیمت مورد نظرتان بحث کنید.
عکاسی از جاذبه‌های خیابان استقلال استانبول

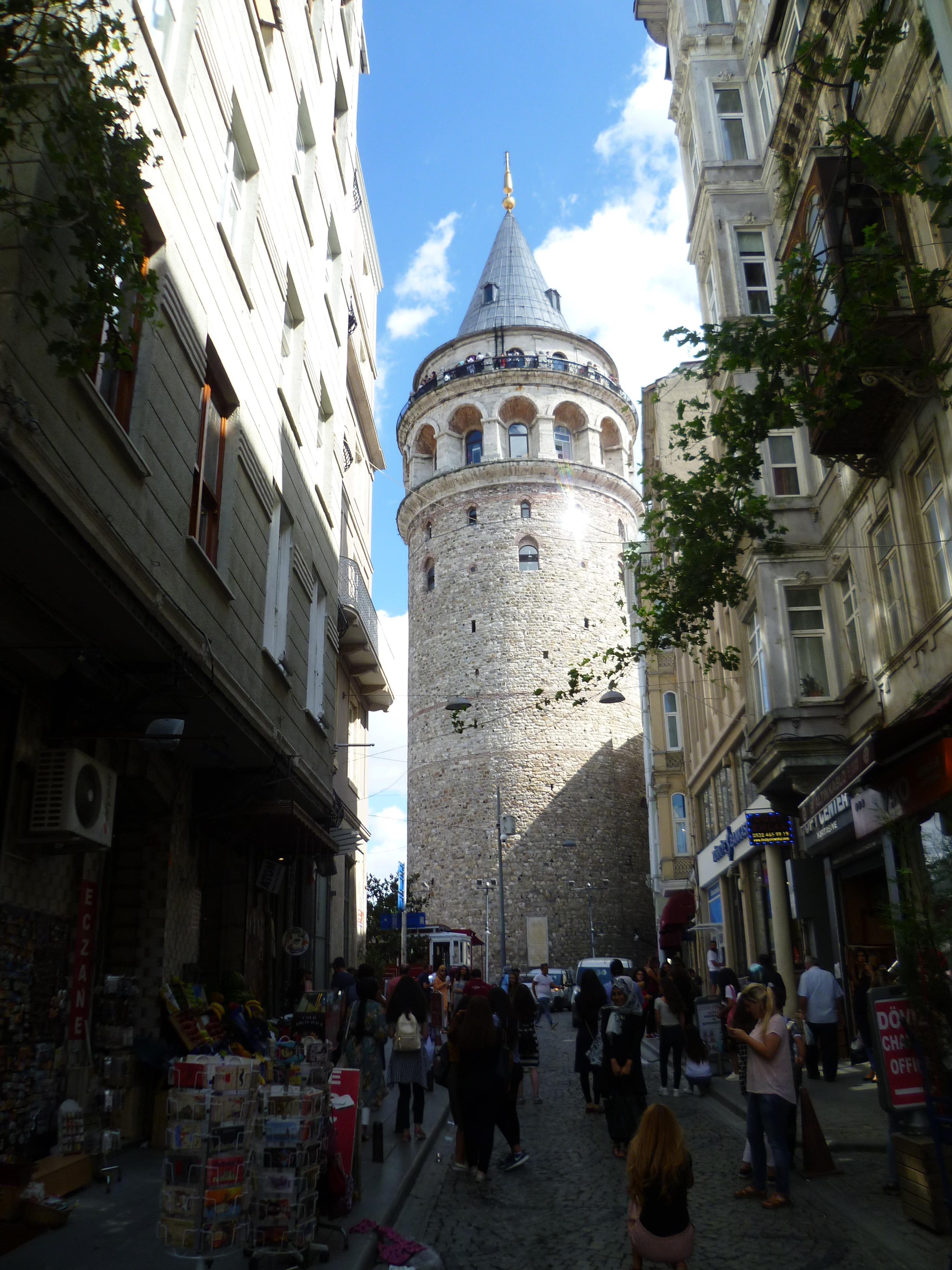
نمایی از برج گالاتا

عکاسان حرفه‌ای یا تازه‌کاری که نیاز به نگرشی عمیقتر در زندگی روزانهٔ استانبول دارند، می‌توانند با گذر از خیابان استقلال و بناهای برجسته اش به سمت برج گالاتا، به بینشی محلی از زندگی شهری استانبول دست یابند. خود خیابان استقلال، کافی شاپ‌ها و چایخانه‌های محلی، گرافیتی‌ها و نقاشی‌های دیواری، گربه‌ها، عتیقه فروشی‌ها و فروشگاه‌های برند، ساختمان‌های متعلق به قرن ۱۹ و برج قدیمی گالاتا، همه و همه سوژه‌های مناسبی برای عکاسی هستند.
بازدید از موزهٔ رقص درویش‌های خیابان استقلال استانبول
موزه رقص درویش‌ها در خیابان استقلال
موزهٔ مولوی مکان سابق رقصیدن درویش‌ها در استانبول است و در این موزه لباس‌ها، آلات موسیقی و کتاب‌های درویشان در معرض نمایش عموم قرار گرفته‌اند. همچنین در تالار جانبی موزه، نمایش رقص درویش‌ها برگزار می‌شود که در آن مراسم باستانی سماع به نمایش گذاشته می‌شود. با بازدید از این موزه می‌توان به درکی عمیق از فرقهٔ تصوف اسلام و رومی، یکی از بزرگترین شاعران جهان، دست یافت.
بازدید از مجسمه استقلال خیابان استقلال استانبول
مجسمهٔ استقلال در میدان تقسیم قرار دارد. این مجسمه که بازتابی از جنگ استقلال ترکیه است برای بسیاری از شهروندان ترک ارزشمند می‌باشد. آخر هفته‌ها حدود ۳ میلیون نفر از کنار این مجسمه که در سال ۱۹۲۸ بنا نهاده شده عبور می‌کنند.
بازدید از گالری‌های هنری خیابان استقلال استانبول
گالری‌های هنری ای مانند موزهٔ پرا و نمایشگاه‌های کوچکتری مانند آپارتمان میسیر، در منطقهٔ گالاتا در خیابان‌های پشتی ای که خیابان استقلال را احاطه کرده‌اند، آثار هنرمندان بین‌المللی و ترک آینده دار را به نمایش می‌گذارند. یکی از گرانبهاترین نقاشی‌های ترکیه به نام مربی لاکپشت، اثر عثمان بی حمدی، در موزهٔ پرا قرار دارد.
دیگر گالری‌های قابل توجه خیابان استقلال از این قرارند: گالری نو (Nev)، گالری زیلبرمان، گالری پای (Pi Artworks)، گالری سالت بی اغلو (Salt Beyoğlu)، گالری هنری گایا، گالری آرتر و گالری اوکتم و آیکوت (Öktem & Aykut).
نقاشی‌های خیابان
هنرهای خیابانی خیابان استقلال استانبول
اگر علاقه‌ای به گشتن در گالری‌ها ندارید می‌توانید از شهری‌ترین حومه‌های استانبول دیدن کرده و نقاشی‌های دیواری ای که ساختمان‌ها را کاملاً پوشش داده‌اند، گرافیتی‌های روی قطارها و هنر استنسیل را مشاهده کنید. بهترین مکان‌هایی که می‌توان در آن‌ها هنرهای خیابانی را نظاره گر بود خود خیابان استقلال، مناطق کاراکوی و شیشانه و مناطق قاضی کوی (کادیکوی) و مودا هستند.
خیابان فرانسوی خیابان استقلال استانبول
خیابان فرانسوی در یکی از خیابان‌های جانبی خیابان استقلال قرار دارد. این خیابان یکی از مکان‌های برجسته و محبوب برای توریست‌ها می‌باشد. دکور خیابان مانند خیابان‌های فرانسوی است اما غذاهای فرانسوی در این خیابان سرو نمی‌شوند. در ماه‌های تابستان موسیقی زنده فضای خیابان را پر کرده و اتمسفری رومانتیک ایجاد می‌کند.

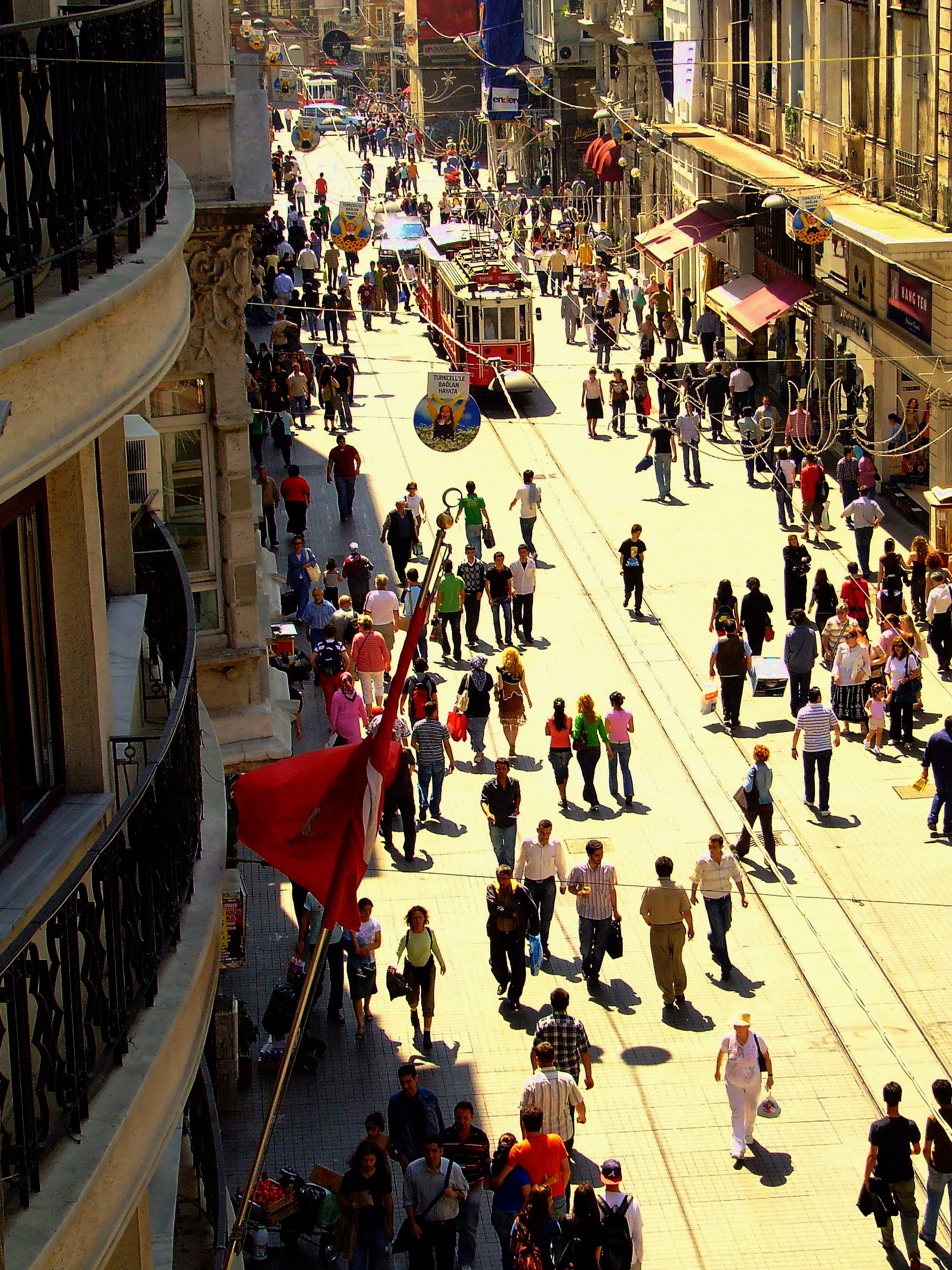
خیابان اسقلال

## نگارخانه

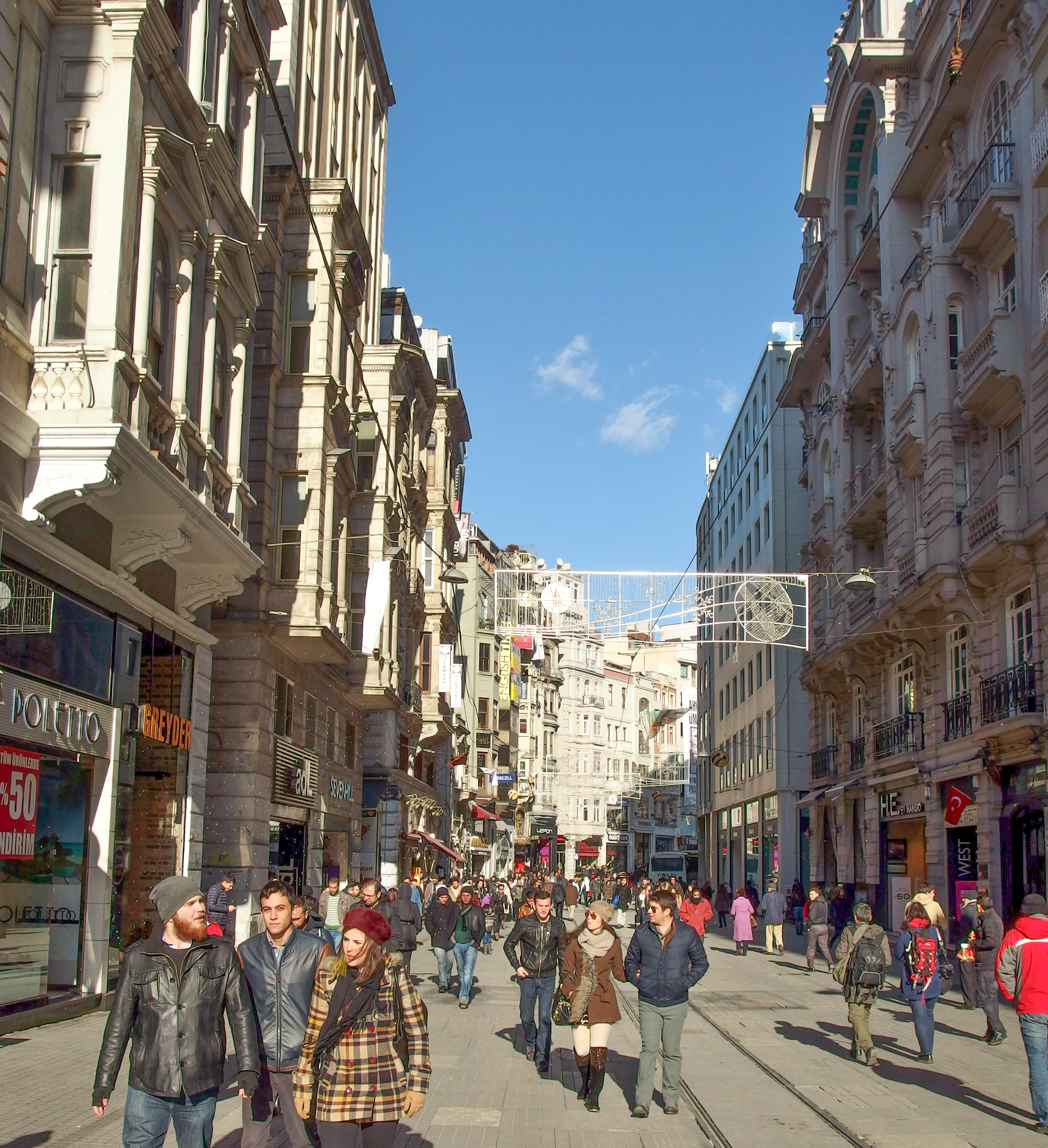
خیابان استقلال

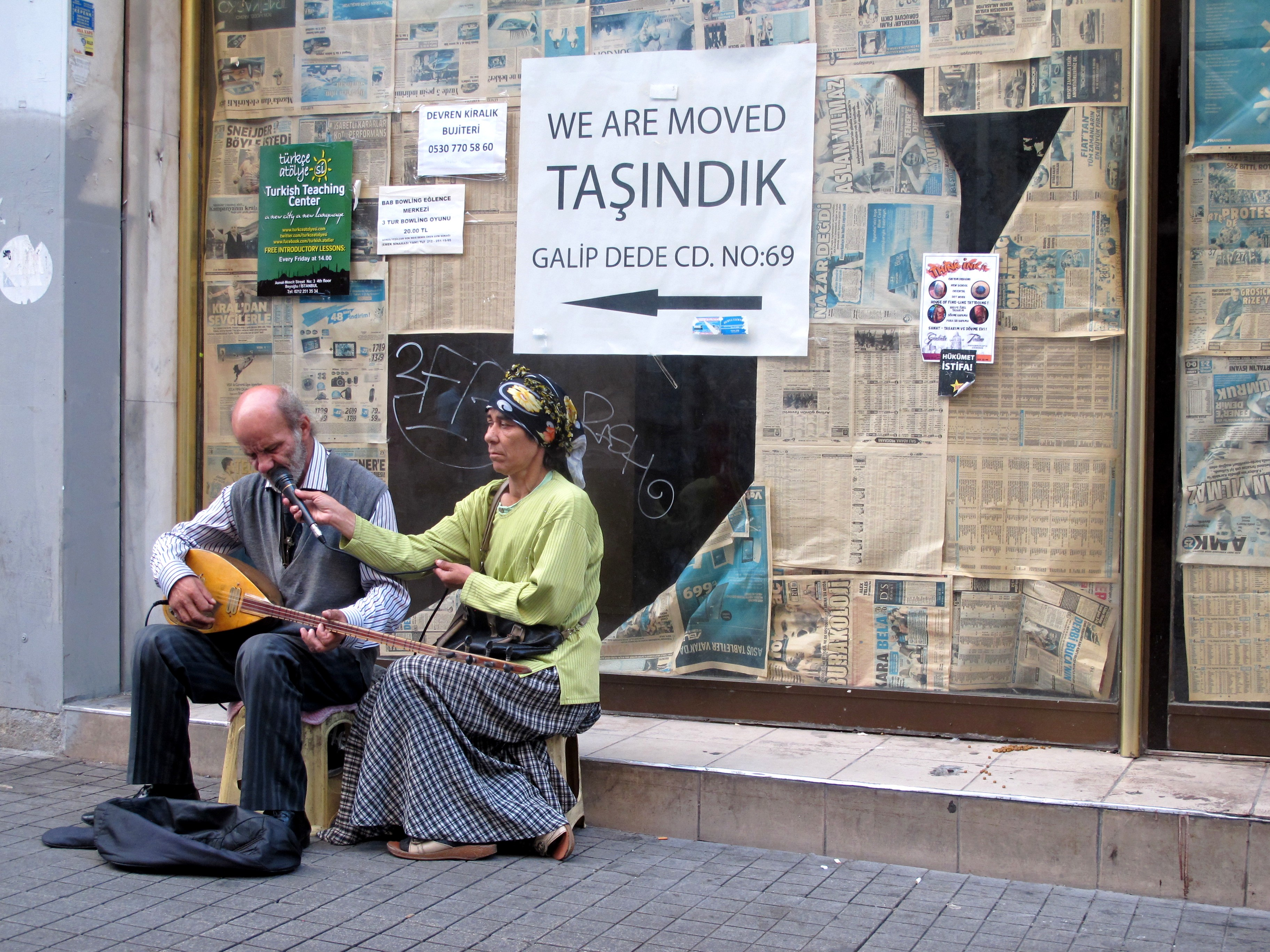
مردی در کنار همسرش در کنار خیابان استقلال، استانبول مشغول به خواندن و نواختن